# هيرشل جوردون ويس
حيرسسحيلل جوردون ويس (بالإنجليزية: Herschell Gordon Lewis)‏ هو منتج أفلام ومصور سينمائي وكاتب سيناريو ومخرج وممثل أمريكي، ولد في 15 يونيو 1929 ببيتسبرغ في الولايات المتحدة، وتوفي في 26 سبتمبر 2016 في الولايات المتحدة.

## وصلات خارجية
- هيرشل جوردون ويس على موقع IMDb (الإنجليزية)
- هيرشل جوردون ويس على موقع ألو سيني (الفرنسية)
- هيرشل جوردون ويس على موقع ميوزك برينز (الإنجليزية)
- هيرشل جوردون ويس على موقع أول موفي (الإنجليزية)
- هيرشل جوردون ويس على موقع قاعدة بيانات الأفلام السويدية (السويدية)
- هيرشل جوردون ويس على موقع قاعدة بيانات الفيلم (الإنجليزية)
- هيرشل جوردون ويس على موقع كينوبويسك (الروسية)